# Seznam skotských královen
Toto je seznam skotských královen nebo manželů vládnoucích královen. Skotské království poprvé sjednotil Kenneth I. v roce 843 a jako nezávislé království přestalo existovat v roce 1707, kdy se stalo součástí Království Velké Británie. Počátky skotských dějin jsou mlhavé kvůli nedostatku informačních zdrojů, takže detaily o panovnících před Malcolmem III. jsou řídké. Tudíž je těžké uvést seznam královen až do doby Macbetha I.

## Morayové
| Portrét | Jméno          | Rod      | Narození | Svatba  | Královnou / manželem vládnoucí královny od | Korunovace | Královnou / manželem vládnoucí královny do | Úmrtí | Choť       |
| ------- | -------------- | -------- | -------- | ------- | ------------------------------------------ | ---------- | ------------------------------------------ | ----- | ---------- |
|         | Gruoch Skotská | MacAlpin | ?        | po 1032 | c.14. srpna 1040                           | –          | 15. srpna 1057                             | ?     | Macbeth I. |
| Portrét | Jméno          | Rod      | Narození | Svatba  | Královnou / manželem vládnoucí královny od | Korunovace | Královnou / manželem vládnoucí královny do | Úmrtí | Choť       |

## Dunkeldové(1058–1286)
V roce 1058 Malcolm III. z rodu Dankeldů svrhl svého bratrance, Lulacha, a zabral pro sebe skotský trůn. Posledním z rodu byl Alexandr III. Skotský, který zemřel v roce 1286. Jeho dědičkou byla jeho malá vnučka Markéta, která zemřela jako dítě, aniž by se dostala do Skotska a nebyla korunována ve Scone. Po dvou letech interregna byl vybrán za krále ovdovělý Jan I. Skotský. Jan se po čtyřech letech vzdal trůnu a následovalo další interregnum až do roku 1306.
| Portrét | Jméno                   | Rod                            | Narození          | Svatba            | Královnou / manželem vládnoucí královny od | Korunovace | Královnou / manželem vládnoucí královny do | Úmrtí                | Choť                  |
| ------- | ----------------------- | ------------------------------ | ----------------- | ----------------- | ------------------------------------------ | ---------- | ------------------------------------------ | -------------------- | --------------------- |
|         | Ingebjorg Finnsdotter   | otec Finn Arnesson             | ?                 | ?                 | 1058?                                      | –          | 1058/69?                                   | 1058/69?             | Malcolm III.          |
|         | Markéta Skotská         | Wessexové (Cerdikovci)         | c.1045            | 1070              | 1070                                       | –          | 13. listopadu 1093                         | 16. listopadu 1093   | Malcolm III.          |
|         | Ethelreda z Northumbrie | otec Gospatric z Northumbrie   | ?                 | 1093/94           | 1093/94                                    | –          | 1094                                       | ?                    | Duncan II. Skotský    |
|         | Sibyla Normandská       | Normanská dynastie             | 1092              | 1107              | 1107                                       | –          | 12/13. července 1122                       | 12/13. července 1122 | Alexandr I. Skotský   |
|         | Matylda z Huntingdonu   | otec Walther II. z Northumbrie | 1074              | 1113              | duben/květen 1124                          | –          | 1130                                       | 1130                 | David I. Skotský      |
|         | Ermengarda z Beaumontu  | Beaumont                       | c.1170            | 5. září 1186      | 5. září 1186                               | –          | 12. prosince 1214                          | 12. února 1233/34    | Vilém I. Skotský      |
|         | Johana Anglická         | Plantageneti                   | 22. července 1210 | 21. června 1221   | 21. června 1221                            | –          | 4. března 1238                             | 4. března 1238       | Alexandr II. Skotský  |
|         | Marie z Coucy           | Coucyové                       | c.1218            | 15. dubna 1239    | 15. dubna 1239                             | –          | 6. července 1249                           | 1285                 | Alexandr II. Skotský  |
|         | Markéta Anglická        | Plantageneti                   | 29. září 1240     | 26. prosince 1251 | 26. prosince 1251                          |            | 26. února 1275                             | 26. února 1275       | Alexandr III. Skotský |
|         | Jolanda z Dreux         | Dynastie Dreux                 | c.1265            | 15. září 1285     | 15. září 1285                              |            | 19. března 1286                            | 2. srpna 1322        | Alexandr III. Skotský |
| Portrét | Jméno                   | Rod                            | Narození          | Svatba            | Královnou / manželem vládnoucí královny od | Korunovace | Královnou / manželem vládnoucí královny do | Úmrtí                | Choť                  |

## Rod de Bruce(1306–1371)
V roce 1306 byli Robert Bruce a jeho žena Alžběta z Burgh ve Scone korunováni králem a královnou Skotska.
| Portrét | Jméno               | Rod           | Narození         | Svatba            | Královnou / manželem vládnoucí královny od | Korunovace      | Královnou / manželem vládnoucí královny do | Úmrtí             | Choť              |
| ------- | ------------------- | ------------- | ---------------- | ----------------- | ------------------------------------------ | --------------- | ------------------------------------------ | ----------------- | ----------------- |
|         | Alžběta z Burgh     | de Burgh      | c.1289           | 1302              | 27. března 1306                            | 27. března 1306 | 27. září 1327                              | 27. září 1327     | Robert I. Skotský |
|         | Johana Anglická     | Plantageneti  | 5. července 1321 | 17. července 1328 | 13. června 1329                            |                 | 7. listopadu 1362                          | 7. listopadu 1362 | David II. Skotský |
|         | Markéta Drummondová | klan Drummond | c.1340           | 20. února 1364    | 20. února 1364                             |                 | 20. března 1369 rozvedeni                  | 31. ledna 1375    | David II. Skotský |
| Portrét | Jméno               | Rod           | Narození         | Svatba            | Královnou / manželem vládnoucí královny od | Korunovace      | Královnou / manželem vládnoucí královny do | Úmrtí             | Choť              |

## Rod Stewart (1371–1707) (Stiubhart)

### Přímá linie (1371–1542)
Po smrti Davida II. v roce 1371 nastoupil na trůn jeho synovec Robert Stewart (syn Waltera Stewarta a Marjorie Bruce, dcery Roberta I.)
| Portrét | Jméno                | Rod           | Narození           | Svatba           | Královnou / manželem vládnoucí královny od | Korunovace     | Královnou / manželem vládnoucí královny do | Úmrtí                   | Choť                |
| ------- | -------------------- | ------------- | ------------------ | ---------------- | ------------------------------------------ | -------------- | ------------------------------------------ | ----------------------- | ------------------- |
|         | Eufémie de Ross      | klan Ross     | před 1333          | 2. dubna 1355    | 22. dubna 1371                             |                | 1386                                       | 1386                    | Robert II. Skotský  |
|         | Anabella Drummondová | klan Drummond | c.1350             | 1367             | srpen 1390                                 | srpen 1390     | 1401                                       | 1401                    | Robert III. Skotský |
|         | Johana Beaufortová   | Beaufort      | c.1404             | 2. února 1424    | 2. února 1424                              |                | 21. února 1437                             | 15. července 1445       | Jakub I. Skotský    |
|         | Marie z Guelders     | Egmondové     | c.1434             | 3. července 1449 | 3. července 1449                           |                | 3. srpna 1460                              | 1. prosince 1463        | Jakub II. Skotský   |
|         | Markéta Dánská       | Oldenburkové  | 23. června 1456    | červenec 1469    | červenec 1469                              |                | před 14. červencem 1486                    | před 14. červencem 1486 | Jakub III. Skotský  |
|         | Markéta Tudorovna    | Tudorovci     | 28. listopadu 1489 | 8. srpna 1503    | 8. srpna 1503                              |                | 9. září 1513                               | 18. září 1541           | Jakub IV. Skotský   |
|         | Magdalena z Valois   | Valois        | 10. srpna 1520     | 1. ledna 1537    | 1. ledna 1537                              |                | 7. července 1537                           | 7. července 1537        | Jakub V. Skotský    |
|         | Marie z Guise        | Guise         | 22. listopadu 1515 | 18. dubna 1538   | 18. dubna 1538                             | 22. února 1540 | 14. prosince 1542                          | 11. června 1560         | Jakub V. Skotský    |
| Portrét | Jméno                | Rod           | Narození           | Svatba           | Královnou / manželem vládnoucí královny od | Korunovace     | Královnou / manželem vládnoucí královny do | Úmrtí                   | Choť                |

### Stuartovci(1542–1649)
V roce 1542 zemřel Jakub V., jenž zanechal jenom dceru Marii. Mariino příjmení bylo u francouzského dvora změněno na Stuart.
| Portrét | Jméno                         | Rod          | Narození           | Svatba             | Královnou / manželem vládnoucí královny od | Korunovace      | Královnou / manželem vládnoucí královny do | Úmrtí             | Choť             |
| ------- | ----------------------------- | ------------ | ------------------ | ------------------ | ------------------------------------------ | --------------- | ------------------------------------------ | ----------------- | ---------------- |
|         | František II. Francouzský     | Valois       | 19. ledna 1544     | 24. dubna 1558     | 24. dubna 1558                             |                 | 5. prosince 1560                           | 5. prosince 1560  | Marie Stuartovna |
|         | Jindřich Stuart, lord Darnley | Stuartovci   | 7. prosince 1545   | 29. července 1565  | 29. července 1565                          |                 | 9./10. února 1567                          | 9./10. února 1567 | Marie Stuartovna |
|         | James Hepburn                 | Hepburn      | c.1534             | 15. dubna 1567     | 15. dubna 1567                             |                 | 24. července 1567 manželčina abdikace      | 14. dubna 1578    | Marie Stuartovna |
|         | Anna Dánská                   | Oldenburkové | 12. prosince 1574  | 23. listopadu 1589 | 23. listopadu 1589                         | 17. května 1590 | 2. března 1619                             | 2. března 1619    | Jakub VI.        |
|         | Henrietta Marie Bourbonská    | Bourboni     | 25. listopadu 1609 | 13. června 1625    | 13. června 1625                            |                 | 30. ledna 1649                             | 10. září 1669     | Karel I. Stuart  |
| Portrét | Jméno                         | Rod          | Narození           | Svatba             | Královnou / manželem vládnoucí královny od | Korunovace      | Královnou / manželem vládnoucí královny do | Úmrtí             | Choť             |

### Stuartovci (rod znovu nastolen) (1660–1707)
V roce 1660 nastoupil na trůn Karel II., syn popraveného Karla I. Poslední Stuartovna Anna zemřela v roce 1714. Předtím vládla jako britská královna, když se v roce 1707 Anglie a Skotsko sjednotily ve Velké Británii.
| Portrét | Jméno                 | Rod          | Narození           | Svatba            | Královnou / manželem vládnoucí královny od | Korunovace | Královnou / manželem vládnoucí královny do | Úmrtí             | Choť             |
| ------- | --------------------- | ------------ | ------------------ | ----------------- | ------------------------------------------ | ---------- | ------------------------------------------ | ----------------- | ---------------- |
|         | Kateřina z Braganzy   | Braganzové   | 25. listopadu 1638 | 21. května 1662   | 21. května 1662                            |            | 6. února 1685                              | 31. prosince 1705 | Karel II. Stuart |
|         | Marie Beatrice d'Este | Estenští     | 5. října 1658      | 30. září 1673     | 6. února 1685                              |            | 11. prosince 1688                          | 7. května 1718    | Jakub VII.       |
|         | Jiří Dánský           | Oldenburkové | 2. dubna 1653      | 28. července 1683 | 8. března 1702                             |            | 1. května 1707                             | 28. října 1708    | Anna Stuartovna  |
| Portrét | Jméno                 | Rod          | Narození           | Svatba            | Královnou / manželem vládnoucí královny od | Korunovace | Královnou / manželem vládnoucí královny do | Úmrtí             | Choť             |

Choti dalších panovníků Skotska jsou uvedeny v seznamu britských královen a princů manželů.